# Anders Björler
Anders Björler, född 26 februari 1973, är en musiker, låtskrivare, producent och regissör. Han är mest känd som gitarrist i musikgrupperna The Haunted & At the Gates. Anders Björler är tvillingbror till basisten Jonas Björler, och de har spelat tillsammans i både The Haunted och At the Gates.
I oktober 2012 tillkännagav Anders Björler ett soloprojekt som enligt honom själv var inspirerat av italiensk filmmusik, postrock, ambient, progressive, jazz och svensk folkmusik.   
Debutskivan 'Antikythera' släpptes i November 2013. Utöver sin musikkarriär producerade Björler även musikvideor och dokumentärer åt At The Gates, The Haunted, In Flames, Dark Tranquillity och Meshuggah etc.

## Biografi

### At The Gates (1990–1996, 2007–2017, 2022–)
Anders Björler startade At The Gates tillsammans med sin tvillingbror Jonas Björler, Tomas Lindberg, Alf Svensson, och Adrian Erlandsson sommaren 1990. 
Efter turnéerna för Slaughter of the Soul i juli 1996 lämnade Anders Björler bandet, vilket ledde till att det splittrades.
I oktober 2007 annonserades en sista återföreningsturné som skulle gå av stapeln 2008, och inkludera länder som Sverige, Japan, USA, Kanada samt ett flertal europeiska länder. 
Återföreningen dokumenterades, och blev tillsammans med äldre filmat material till en dokumentär (Under a Serpent Sun: The Story of At The Gates), som tillsammans med livespelningen på Wacken 2008 kan ses på DVD:n The Flames of the End (2010).
En andra återföreningsturné annonserades 2011, i och med att bandet blev bokat på Metal Town Festival i Göteborg. Bandet har sedan dess fortsatt spela världen över och spelade 2014 in sitt 5:e fullängdsalbum At War with Reality, 19 år efter Slaughter of the Soul. Björler lämnade bandet i mars 2017, men kom tillbaka i Oktober 2022.

### The Haunted (1996–2001, 2002–2012)
Några månader efter att At the Gates splittrades 1996 gick Anders med i bandet The Haunted som gitarrist. Han lämnade bandet 2001 för att koncentrera sig på filmvetenskapsstudier vid Göteborgs Universitet , men kom tillbaka redan 2002.
Sedan lämnade han återigen bandet 2012 för att satsa på sitt instrumentalprojekt. 

### Anders Björler (Instrumental / Solo) (2013–)
Hösten 2012 berättade Björler i en intervju att han jobbade på ett instrumentalprojekt. 
Debutskivan 'Antikythera' släpptes i November 2013 på Razzia Notes Records. På skivan återfinns ett flertal gästmusiker såsom Morgan Ågren, Dick Lövgren etc.

## Diskografi

### Med At the Gates (studioalbum)
- Gardens of Grief (EP) - 1991
- The Red in the Sky Is Ours - 1992
- With Fear I Kiss the Burning Darkness - 1993
- Terminal Spirit Disease - 1994
- Slaughter of the Soul - 1995
- At War with Reality - 2014

### Med The Haunted (studioalbum)
- The Haunted - 1998
- The Haunted Made Me Do It - 2000
- One Kill Wonder - 2003
- rEVOLVEr - 2004
- The Dead Eye - 2006
- Versus - 2008
- Unseen - 2011

### Med Anders Björler (2013-)
- Antikythera - Nov 6, 2013 (Razzia Notes / Sony Records)
- Dreaming of Insomnia - 2015, 2-track digital single

## Övriga framträdanden (urval)
- Infestation "When Sanity Ends" Demo, 1990 (Gitarr)
- Terror "Terror" Demo, 1994 (Gitarr)
- Darkest Hour "Hidden Hands of a Sadist Nation" 2003 (Gitarrsolo, låt 5)
- Annihilator "Metal", 2007 (Gitarrsolo, låt 5)
- Evocation "Dead Calm Chaos" 2008 (Gitarrsolo)
- Shadow "Forever Chaos" 2008 (Gitarrsolo)
- ColdTears "Ocean" 2012 (Gitarrsolo)
- Akani "Santa Muerte" 2014 EP (Gitarr)
- Pagandom "Hurt as a Shadow" CD, 2016 (Gitarr)
- Pagandom "Spiritual Psycho 30" Digital Singel, 2020 (Gitarrsolo)

## Filmografi (urval)
- The Haunted - "The Drowning", Promo video (2006) (foto, regi, klipp)
- Dark Tranquillity - "We are the Void" Making of... video series (2009) (foto, regi, klipp)
- Road Kill: On The Road with 'The Haunted' (2010) Documentary, DVD (foto, regi, klipp)
- Under a Serpent Sun - The Story of At The Gates (2010) Documentary, DVD (foto, regi, klipp)
- At The Gates - Live at Wacken 2008 - Live DVD (2010) (klipp)
- The Haunted - Live in Amsterdam 2009 - Live DVD (2010) (producent)
- Meshuggah in India (2011) Documentary & Live - DVD (foto, regi, klipp)
- In Flames - "Sounds of a Playground Fading" in-the-studio video series (2011) (foto, regi, klipp)
- The Haunted - No Ghost - Promo video (2011) (klipp)
- Meshuggah - Konstrukting the Koloss (Making of Documentary) (2012) (klipp)